# Ladislav Mrkvička
Ladislav Mrkvička (Prága, 1939. február 2. – Prága, 2020. december 27.) cseh színész.

## Fontosabb filmjei
Mozifilmek
- Rómeó, Júlia és a sötétség (Romeo, Julie a tma) (1960)
- Zendülő fiatalok (Žalobníci) (1961)
- Utak és gondok (Osení) (1961)
- Fekete nemzedék (Černá dynastie) (1962)
- A gyilkos halála (Atentát) (1965)
- Szálloda idegeneknek (Hotel pro cizince) (1967)
- Halott szemek tanúvallomása (Svědectví mrtvých očí) (1971)
- Mázsácska (Metráček) (1972)
- Esküvő gyűrű nélkül (Svatba bez prstýnku) (1972)
- ...és üdvözlöm a fecskéket (...a pozdravuji vlaštovky) (1972)
- A halál válogat (Smrt si vybírá) (1973)
- Megjött apám Afrikából (Jakub) (1977)
- Szállj madár, szállj! (Leť, ptáku, leť!) (1978)
- Nyerítő nyeremény (Neohlížej se, jde za námi kůň!) (1981)
- A kis és nagy hokijátékos (Malý velký hokejista) (1982)
- Kacor, a detektív (Třetí skoba pro Kocoura) (1984)
- A halált a hangyák hozzák (Mravenci nesou smrt) (1986)
- Ketten az állatkertben (Dva lidi v ZOO) (1989)
- Öregfiúk (Stařici) (2019)

Tv-filmek
- Vándormadarak (Tažní ptáci) (1983)
- Kamaszszerelem (Hrátky) (1983)
- A teszt eredménye (Výsledek testu) (1986)
- A koronaherceg (Korunní princ) (2015)

Tv-sorozatok
- Bakaláři (1973, 1986, három epizódban)
- Zeman őrnagy (30 případů majora Zemana) (1976–1980, 14 epizódban)
- Dobrá voda (1982, hét epizódban)
- Policie Modrava (2015–2019, 15 epizódban)